# José Dolgetta
José Luis Dolgetta (Valencia, 1º agosto 1970 – Guayaquil, 31 ottobre 2023) è stato un calciatore e allenatore di calcio venezuelano.